# Deutsche Fußballmeisterschaft 1944/45
Die 38. deutsche Meisterschaftssaison 1944/45 konnte aufgrund der Ereignisse des Zweiten Weltkriegs und der bedingungslosen Kapitulation der Wehrmacht im Mai 1945 nicht mehr zu Ende geführt werden.
Die Saison war geprägt durch das Vorrücken der Alliierten, die immer heftiger werdenden Luftangriffe bis zur deutschen Kapitulation. Mit Ausnahme von Hamburg wurde der Ligabetrieb in den übrigen Gauen vorzeitig abgebrochen oder, wie z. B. in Ostpreußen, gar nicht erst aufgenommen. Die „Abschlusstabellen“ der Gauligen, von denen viele nach zwei oder drei Spieltagen den Spielbetrieb einstellten und in denen zahlreiche Wehrmacht-, Luftwaffen- und Kriegsmarinevereine spielten, belegen dies.
Regulär beendet wurde lediglich die am 10. September 1944 begonnene Gauliga Hamburg. Nach dem letzten Pflichtspiel, das am 15. April 1945 der FC St. Pauli mit 4:3 gegen den SC Victoria Hamburg gewann, war die Runde bis auf zwei, für Meisterschaft und Abstieg nicht mehr relevante, Begegnungen beendet. Allerdings war bereits am 19. September der Luftwaffen-Sportverein Hamburg aus dem Spielbetrieb genommen und dann aufgelöst worden. Souveräner Meister wurde – nach 16 Siegen und zwei Unentschieden – der Hamburger SV. In Hamburg wurde auch das letzte bekannte reguläre Fußballspiel ausgetragen. Am 29. April 1945 besiegte der HSV in einem Freundschaftsspiel den Zweitplatzierten der Gauliga Hamburg, Altona 93, mit 4:2.
In der Gauliga Bayern kürte man im Gau München-Oberbayern noch einen Meister. Am 18. Februar 1945 stand der FC Bayern München als Sieger der Runde fest. Allerdings war der Neuling LSV Fürstenfeldbruck wie sein bekannter Vetter aus Hamburg im September 1944 aufgelöst worden; die KSG Ingolstadt als einziger Vertreter des Gaus, der nicht aus München kam, konnte nur sechs der 16 möglichen Spiele austragen.
Die Deutsche Meisterschaft wurde nicht ausgespielt, eine Endrunde um die Deutsche Meisterschaft wurde erst wieder vom 18. Juli bis 8. August 1948 ausgetragen.